# Pobé-Mengao (département)
Pour les articles homonymes, voir Pobé-Mengao.

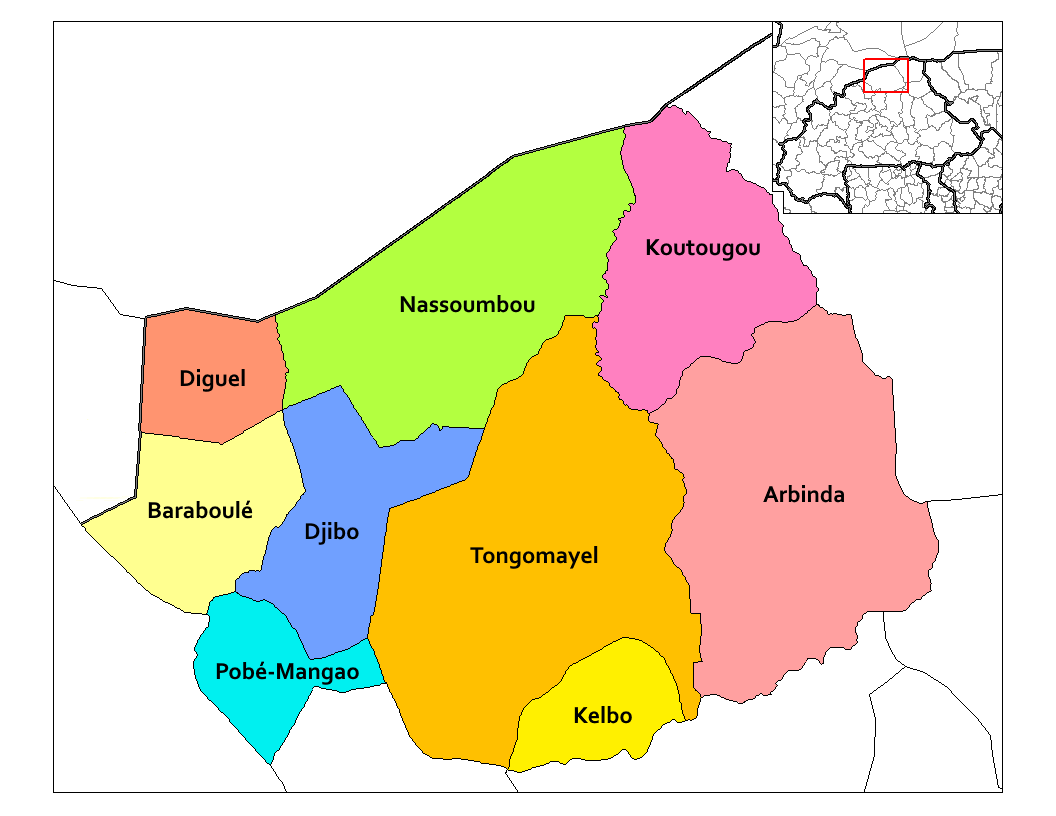
Carte des départements de la province du Soum.

Pobé-Mengao est un département et une commune rurale du Burkina Faso, situé dans la province du Soum et la région du Sahel. En 2012, le département comptait 24 052 habitants.

## Villages
Le département comprend un village chef-lieu (populations actualisées en 2012) :
- Pobé-Mengao (3 256 habitants)

et 14 autres villages :
- Bougué (5 265 habitants)
- Boui-Boui (1 375 habitants)
- Cissé (214 habitants)
- Débéré (1 098 habitants)
- Donombéné (1 012 habitants)
- Gargaboulé (3 230 habitants)
- Gaskindé (1 963 habitants)
- Kaboret (235 habitants)
- Loura (984 habitants)
- Mamassirou (154 habitants)
- Mentao (1 342 habitants)
- Niamanga (1 431 habitants)
- Noufoundou (981 habitants)
- Ouré (1 242 habitants)